# Journal der Deutschen Dermatologischen Gesellschaft
Das Journal der Deutschen Dermatologischen Gesellschaft, abgekürzt J. Dtsch. Dermatol. Ges. oder auch JDDG, ist eine wissenschaftliche Fachzeitschrift, die vom Wiley-Blackwell-Verlag im Auftrag der Deutschen Dermatologischen Gesellschaft und der Österreichischen Gesellschaft für Dermatologie und Venerologie veröffentlicht wird. Die Zeitschrift erscheint mit zwölf Ausgaben im Jahr. Es werden wissenschaftliche Arbeiten aus einem breiten Spektrum von Disziplinen wie Dermatovenereologie, Allergologie, Phlebologie, Dermatochirurgie, Dermatoonkologie und Dermatohistopathologie veröffentlicht. Die Beiträge erscheinen in der Druckausgabe in deutscher Sprache und in der Online-Ausgabe in deutscher und englischer Sprache.
Der Impact Factor liegt im Jahr 2024 bei 5.5. 
Nach der Statistik des Web of Science wird das Journal mit diesem Impact Factor in der Kategorie Dermatologie aktuell an 15. Stelle von 70 Zeitschriften geführt.